# Ghostface Killah
Гостфейс Килла (англ. Ghostface Killah; настоящее имя Деннис Коулз (англ. Dennis Coles); 9 мая 1970, Нью-Йорк, США) — американский рэпер и участник хип-хоп-группы Wu-Tang Clan. После того как коллектив получил успех от выпуска альбома «Enter the Wu-Tang (36 Chambers)», участники стали выпускать свои собственные соло-проекты, имевшие разный успех. Гостфейс Килла начал сольную карьеру в альбоме «Ironman» (1996), который получил хорошие отзывы от музыкальных критиков. Он продолжил карьеру с выпуском успешных альбомов «Supreme Clientele» (2000) и «Fishscale» (2006). Сценический псевдоним был позаимствован из тайваньского фильма «Магия шахматного бокса» 1979 года. Принял ислам[когда?].

## Карьера
Деннис и остальные участники группы Wu-Tang Clan дебютировали с альбомом Enter the Wu-Tang (36 Chambers), на котором он выступал под псевдонимом Ghostface Killah. Вместе со своим другом The RZA он смог собрать вместе всех семерых участников, а позже также выступал в роли исполнительного продюсера на всех релизах Wu-Tang Clan.

Также он записал саундтрек к видеоигре Grand Theft Auto: Chinatown Wars совместно с рэпером MF DOOM.

## Дискография
| Студийные альбомы - Ironman (1996) - Supreme Clientele (2000) - Bulletproof Wallets (2001) - The Pretty Toney Album (2004) - Fishscale (2006) - More Fish (2006) - The Big Doe Rehab (2007) - Ghostdini: Wizard of Poetry in Emerald City (2009) - Apollo Kids (2010) - Twelve Reasons to Die (2013) - 36 Seasons (2014) - Twelve Reasons to Die II (2015) - The Lost Tapes (2018) | Совместные альбомы - 718 (с Theodore Unit) (2004) - Put It on the Line (с Trife Da God) (2005) - Sniperlite (с J Dilla и MF Doom) (2008) - Wu-Massacre (с Method Man и Raekwon) (2010) - Wu Block (с Sheek Louch) (2012) - TBA (с MF Doom) (2013) Сборники - Shaolin’s Finest (2003) - Live in NYC (2006) - Hidden Darts (2007) - The Wallabee Champ (2008) - GhostDeini the Great (2008) |